# MMMBop
〈MMMBop〉은 미국의 팝 록 밴드 핸슨이 작사, 작곡하고 직접 연주한 노래이다. 이 곡은 1997년 4월 15일, 머큐리 레코드를 통해 발매되었으며, 핸슨의 첫 번째 스튜디오 음반 《Middle of Nowhere》 (1997년)의 리드 싱글로 수록되었다. 〈MMMBop〉은 핸슨의 현재까지 가장 큰 성공을 거둔 싱글로, 제40회 그래미 어워드에서 올해의 레코드와 최우수 팝 그룹/듀오 퍼포먼스 부문에 후보로 지명되었다. 이 곡은 전 세계적으로 큰 인기를 끌며 최소 12개국에서 1위를 차지하였는데, 여기에는 오스트레일리아, 캐나다, 독일, 뉴질랜드, 영국, 미국 등이 포함된다. 뮤직 비디오는 탐라 데이비스가 감독하였다.
〈MMMBop〉은 《빌리지 보이스》의 패즈 & 잡 평론가 투표에서 ‘올해의 싱글’로 선정되었으며, 《롤링 스톤》, 《스핀》, VH1 등 주요 매체의 평론가 투표에서도 1위를 기록하였다. 또한 VH1의 "90년대 최고의 노래 100위"에서 20위, "지난 25년간 최고의 노래 100선"에서는 98위에 올랐다.
2023년, 핸슨은 영국의 팝 펑크 밴드 버스티드와 협업하여 〈MMMBop〉의 새로운 버전인 〈MMMBop 2.0〉을 발표하였다.

## 상업적 성과
1997년 5월 3일, 빌보드 핫 100 차트에서 〈MMMBop〉은 16위로 처음 진입하였다. 다음 주인 5월 10일 자 차트에서는 6위로 상승했고, 그다음 주에는 2위에 올랐다. 이어 5월 24일, 차트에서 〈MMMBop〉은 마침내 1위에 올라섰으며, 3주 동안 정상을 유지한 뒤 2위로 하락하였다.

## 뮤직 비디오
이 싱글의 홍보를 위해 뮤직 비디오가 제작되었으며, 미국의 영화, 텔레비전, 뮤직 비디오 감독 탐라 데이비스가 연출을 맡았다. 영상은 교외의 거실에서 핸슨 형제가 노래하고 악기를 연주하는 장면을 중심으로 구성되어 있다. 중간중간에는 그들이 동굴에 들어갔다가 해변에 도착하는 장면이 삽입되며, 도심에서 장난치는 모습, 달 위에서 춤추는 장면, 자동차를 운전하는 모습, 그리고 알베르트 아인슈타인의 옛 영상에 등장하는 장면 등 다양한 장면이 포함되어 있다.

## 곡 목록
모든 곡들은 아이작 핸슨, 테일러 핸슨 그리고 잭 핸슨에 의해 작사/작곡하였다.
| - 미국 및 오스트레일리아 CD 및 카세트 싱글 1. "MMMBop" (radio version) – 3:50 2. "MMMBop" (Dust Brothers mix) – 4:29 - 미국 7인치 싱글 A. "MMMBop" – 4:27 B. "Where's the Love" (Mark Hudson, Sander Salover) – 4:12 - 미국 12인치 싱글 A1. "MMMBop" (Berman Brothers club mix) – 5:14 A2. "MMMBop" (Berman Brothers club instrumental) – 5:14 B1. "MMMBop" (soulful club mix) – 5:27 B2. "MMMBop" (Berman Brothers radio mix) – 3:17 B3. "MMMBop" – 4:27 | - 영국 CD 싱글 1. "MMMBop" (single version) – 3:50 2. "MMMBop" (album version) – 4:27 3. "MMMBop" (Dust Brothers mix) – 4:29 4. "MMMBop" (Hex mix) – 3:25 - 영국 카세트 싱글 및 유럽 CD 싱글 1. "MMMBop" (single version) – 3:50 2. "MMMBop" (album version) – 4:27 - 일본 CD 싱글 1. "MMMBop" (single version) – 3:59 2. "MMMBop" (album version) – 4:27 3. "MMMBop" (Dust Brothers mix) – 4:29 4. "MMMBop" (dub mix) – 4:20 |

## 인증
| 국가                                                  | 인증        | 판매량/출하량 |
| ----------------------------------------------------- | ----------- | ------------- |
| 오스트레일리아 (ARIA)                                 | 2× 플래티넘 | 140,000^      |
| 오스트리아 (IFPI 오스트리아)                          | 골드        | 25,000*       |
| 벨기에 (BEA)                                          | 플래티넘    | 50,000*       |
| 독일 (BVMI)                                           | 플래티넘    | 500,000^      |
| 뉴질랜드 (RMNZ)                                       | 플래티넘    | 10,000*       |
| 스웨덴 (GLF)                                          | 플래티넘    | 30,000^       |
| 스위스 (IFPI 스위스)                                  | 골드        | 25,000^       |
| 영국 (BPI)                                            | 플래티넘    | 758,000       |
| 미국 (RIAA)                                           | 플래티넘    | 1,500,000     |
| *판매량을 기반으로 한 인증 ^출하량을 기반으로 한 인증 |             |               |